# Wiener Schwimm-Club Austria
Die Wiener Schwimm-Club Austria, kurz WSC Austria, war ein österreichischer Wassersportverein aus Wien. Der Verein wurde 1894 gegründet als zweiter Wiener Schwimmverein nach dem Ersten Wiener Amateur Schwimmclub.

## Wasserball
Übersicht der Titel
- 8 × Österreichischer Meister (Männer): 1897–1899, 1905, 1908–1911